# Crophius impressus
Crophius impressus är en insektsart som beskrevs av Van Duzee 1910. Crophius impressus ingår i släktet Crophius och familjen Oxycarenidae. Inga underarter finns listade i Catalogue of Life.